# Mindmare
Mindmare er et dansk melodisk dødsmetal-band, dannet i 2003. Deres musik læner sig op ad den svenske melodød, der har oprindelse i bands som At The Gates, Carcass og Entombed og senere hen Soilwork, In Flames og Arch Enemy. Mindmare er p.t. hjemhørende i Odense og er tilknyttet musikmiljøet omkring Kansas City (øvelokaleforening og spillested). Bandet skiftede i 2003 navn fra Morfeus (1992-2003). Skiftet kom af flere grunde – der var ikke længere nogen af de oprindelige Morfeus medlemmer med længere, og stilen i musikken havde skiftet drastisk på kort tid (fra langsom Doom Metal til den noget hurtigere svenske melodiske dødsmetal, eller scandinavian wave). Ingen kompositioner fra Morfeus-tiden har været udgivet af Mindmare, hvorfor det giver mening at tænke på Morfeus og Mindmare som to forskellige bands.

## Medlemmer
- Lars Lundsgaard Andersen – Bas
- Martin Wolfram Klausen – Trommer
- Vaeis Omar – Guitar
- Joachim Asmussen – Vokal
- Michael Hansen Buur – Guitar
- Peter Dyhr – Keyboard

### Tidligere medlemmer
- Jacob Radoor – trommer
- Ricky Kærsner – Guitar

### Demoer
- 2006: Promo 2006
- 2003: Disordered Existence
- 2003: We Shall All Fall (single)